# Jennie Bain Wilson
Mary Jane "Jennie" Bain Wilson, född 13 november 1856, död 3 september 1913, var en amerikansk psalmförfattare och tonsättare.
Wilson föddes på en bondgård i Cleveland i Hancock County i Indiana. Hon drabbades som barn av tyfoidfeber vilket skadade hennes ryggrad och gjorde henne rullstolsbunden.
Hon skrev tusentals kristna sånger. Hon skrev också poesi och talade på kristna konferenser i Indiana.
Efter 1902 bodde hon tillsammans med sin äldre gifta syster. Hon genomgick vissa kirurgiska ingrepp som gav viss hjälp men hon förblev rullstolsbunden. Hon avled 1913 av njursvikt i en ålder av 57 år.

## Sånger (urval, Sverige)
- Jesus, du för mig vandrat korsets stig (text). Musiken komponerad av Thoro Harris
- Jesus dig kallar till ljus och frid nr 428 i Segertoner 1930
- Sjung om Jesu underbara kärlek (musik)